# António José Campelo
António José Maria Campêlo (Braga, 19 de outubro de 1780 — Lisboa, 18 de fevereiro de 1851) foi um bacharel formado em Leis pela Universidade de Coimbra e advogado que exerceu importantes funções políticas, entre as quais deputado às Cortes e Ministro e Secretário de Estado dos Negócios da Marinha e Ultramar do 14.º governo da Monarquia Constitucional, em funções 24 de fevereiro a 14 de setembro de 1842.

## Biografia
Nasceu em Braga, filho de Paulo José Campêlo e de Teresa Joaquina da Rocha e Lemos. Foi bacharel formado em Leis pela Universidade de Coimbra em 1801. Exerceu por alguns anos a advocacia na sua cidade natal, até partir para Corte do Rio de Janeiro onde esteve empregado. Regressou a Portugal nomeado a 31 de julho de 1814 para um lugar de oficial da Secretaria de Estado dos Negócios da Marinha em Portugal. Pertenceu à Maçonaria.
Tendo aderido ao ideário do liberalismo, esteve preso em 1824 e foi demitido do seu emprego quando os absolutistas recuperaram o poder em 1828. Após a vitória liberal, por decreto de 29 de julho de 1833 foi reintegrado no seu emprego e promovido a oficial maior.
Deputado às Cortes em várias legislaturas, foi inicialmente eleito para a legislatura de 1840-1842 pelo círculo eleitoral das ilhas de São Tomé e Príncipe. Nas eleições gerais seguintes, para a legislatura de 1842-1845, foi eleito pelo círculo da Província da Estremadura. Para alegislatura de 1846-1848 foi eleito pelo círculo da Província do Minho. Finalmente, para a legislatura de 1848-1851 foi eleito pelo círculo eleitoral de Goa, tendo resignado em 11 de janeiro de 1851 por motivo de doença. Ao longo deste percurso parlamentar foi um deputado pouco interventivo, membro das comissões parlamentares de Marinha, Ultramar e Estatística.
Foi nomeado interinamente para o cargo de Ministro e Secretário de Estado dos Negócios da Marinha e Ultramar do 14.º governo da Monarquia Constitucional, predidido por António José de Sousa Manuel de Meneses, o duque da Terceira. Iniciou funções a  24 de fevereiro de 1842 e serviu até 14 de setembro do mesmo ano, data em que foi exonerado a seu pedido. Após a exoneração voltou a ocupar o logar de oficial maior da Secretaria de Estado, nele se conservando ao seu falecimento. Foi encarregado várias vezes da redação do Diário do Governo.
Recebeu uma comenda da Ordem de Cristo em 1814 e a partir de 1834 foi sucessivamente agraciado com o foro de fidalgo da Casa Real (a 14 de agosto de 1834), com a carta de Conselho (1 de dezembro de 1834) e com a comenda da Ordem de Nossa Senhora da Conceição de Vila Viçosa (14 de maio de 1836). Em 1848 foram-lhe concedidas as honras Ministro de Estado honorário. Deixou obra poética publicada, em boa parte dispersa por periódicos.

## Obras
Entre outras, é autor das seguintes obras:
- Oração recitada na abertura d'uma sociedade (seguida de versos). Lisboa : Imp. Regia, 1805.
- Canção patriotica que ao Illmo., e Exmo. Senhor D. Antonio de S. Jose de Castro, Bispo, Presidente Governador da Junta Suprema do Porto. Porto : na Typographia de Antonio Alvarez Ribeiro, 1808.
- Ode pindarica offerecida ao respeitavel corpo academico da Universidade de Coimbra : pelo seu antigo alumno Antonio José Maria Campelo. Coimbra, na Imp. da Universidade, 1808.
- Diário da regencia. Imprensa Nacional ; [red. António José Maria Campelo, Diogo de Góis Lara de Andrade]. Lisboa : Imprensa Nacional, 1821.
- Poezias de Antonio José Maria Campelo. Lisboa, na Typ. Universal, 1853.

No Jornal do Conservatorio, n.º 6, de 12 de janeiro de 1840, publicou anónimo um trecho didactico em prosa, seguido de cinquenta e tantos versos hendecasílabos, com o titulo Da Arte: Fragmento, no qual defende a poesia de Horacio e dos antigos contra outro trecho, que sob o mesmo título tinha saído num dos números antecedentes do referido jornal. Publicou um poema insurgindo-se contra a perseguição aos mações.